# سنیر
سنیر (به مجاری:  Szenyér) یک منطقهٔ مسکونی در مجارستان است که در ناحیه مارتسالی واقع شده‌است. سنیر ۲۰٫۱۹ کیلومتر مربع مساحت و ۳۰۴ نفر جمعیت دارد.